# Mon frère Jacques (film, 1926)
Pour plus de détails, voir Fiche technique et Distribution.
Mon frère Jacques est un film muet français réalisé par Marcel Manchez, sorti en 1926.

## Fiche technique
- Titre : Mon frère Jacques
- Réalisation : Marcel Manchez
- Scénario : Marcel Manchez
- Photographie : Amédée Morrin
- Société de production : Les Films Marcel Manchez
- Société de distribution : Films Armor
- Lieux de tournage : Les Studios Gaumont pour les intérieurs et la Bretagne pour les extérieurs
- Pays de production :  France
- Langue : film muet avec les intertitres  en français
- Format : Noir et blanc — 35 mm — 1,33:1 — Muet
- Métrage : 2 200 mètres (8 bobines)
- Genre : Comédie
- Durée : 73 minutes et 20 secondes
- Dates de sortie :
  - France : février 1926

## Distribution
- Dolly Davis : Annie
- Enrique Riveros : Jacques Armaillé
- Jeanne Marie-Laurent : Madame Mornand
- Georges de La Noë : Pierre Mornand
- Routhin : l'abbé Chevillotte
- Jackie Monnier : Irène
- Graziella de Baëre : Mariette
- Odette Sorgia : Mariette